# Список депутатов кнессета от Партии общих сионистов
Партия общих сионистов участвовала в выборах в кнессет первых четырёх созывов. Ниже будут приведены данные о количестве голосов, мандатов для каждого созыва, а также имена парламентариев.

## Кнессет 1-го созыва
На выборах в кнессет 1-го созыва партия получила 22,661 голосов израильтян, что означало 5.2 процентов от общего количества голосов, партия получила 7 мандатов.
1. Перец Беренштейн
2. Яаков Гиль
3. Яаков Клибанов
4. Шошана Парсиц
5. Исраэль Роках
6. Йосеф Сапир
7. Йосеф Серлин

## Кнессет 2-го созыва
На выборах в кнессет 2-го созыва партия получила 111,394 голосов израильтян, что означало 16.2 процентов от общего количества голосов, партия получила 20 мандатов.
1. Хаим Ариав
2. Симха Баба
3. Шимон Бежерано
4. Перец Беренштейн
5. Хаим Богер
6. Шалом Зисман
7. Эзра Ихилов
8. Бат-Шева Кацнельсон
9. Яаков Клибанов
10. Шошана Парсиц
11. Шломо Перельштейн
12. Элимелех-Шимон Рималт
13. Исраэль Роках
14. Йосеф Сапир
15. Йосеф Серлин
16. Залман Сузаев
17. Авраам Стоп
18. Джордж Флаш
19. Бен-Цион Харель
20. Нахум Хет

Позже к фракции присоединились депутаты:
1. Шимон Гриди
2. Биньямин Сассон
3. Элияху Элисар

## Кнессет 3-го созыва
На выборах в кнессет 3-го созыва партия получила 87,099 голосов израильтян, что означало 10.2 процентов от общего количества голосов, партия получила 13 мандатов.
1. Симха Баба
2. Шимон Бежерано
3. Перец Беренштейн
4. Эзра Ихилов
5. Яаков Клибанов (сменил Хаима Ариава)
6. Шошана Парсиц
7. Шломо Перельштейн
8. Элимелех-Шимон Рималт
9. Исраэль Роках
10. Йосеф Сапир
11. Йосеф Серлин
12. Залман Сузаев
13. Бен-Цион Харель

## Кнессет 4-го созыва
На выборах в кнессет 4-го созыва партия получила 59,700 голосов израильтян, что означало 6.2 процентов от общего количества голосов, партия получила 8 мандатов.
1. Залман Абрамов
2. Перец Беренштейн
3. Эзра Ихилов
4. Элимелех-Шимон Рималт
5. Йосеф Сапир
6. Йосеф Серлин
7. Цви Цимерман
8. Моше Нисим